# Пилявський замок
Замок у Пиляві пол. Zamek w Pilawie

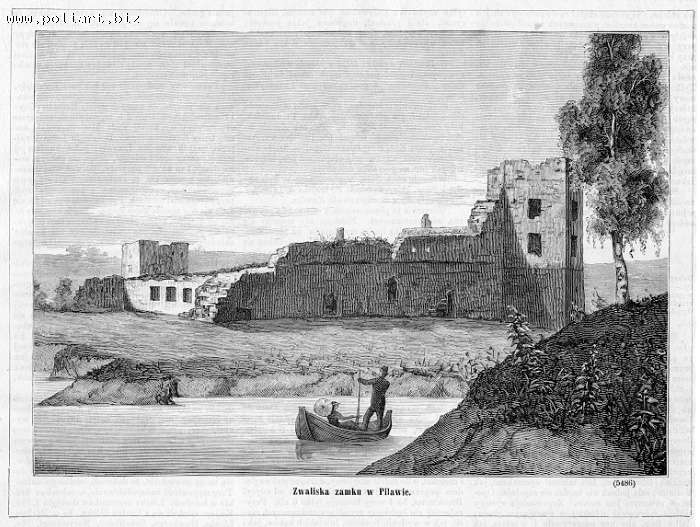

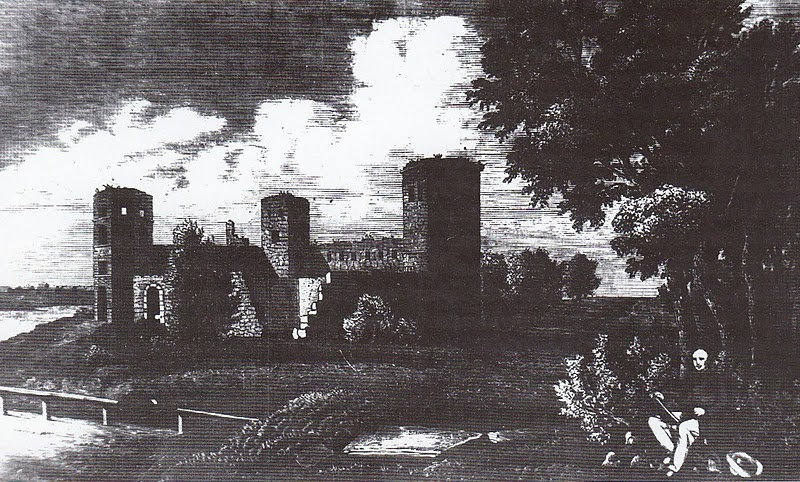

Замок містився на правому боці річки Іква. 
На правому високому березі Ікви стояв замок — квадратна кам'яна споруда з довжиною сторін близько 50 м, з триповерховими баштами на кожному розі, з пороховими склепами та іншими будовами, висота стін його досягала 10 м. Поруч з замком, з східної сторони, домініканці побудували костьол. 
На початку XX ст. тут були руїни двох башт, будинку між ними з брамою. Дослідник Сіцинський пише, що замок був квадратний у плані, з довжиною боків 50 м.

## Історія
В історичних джерелах згадується, що замок у цих місцях існував ще у 1501 році.
У 1640 замок належав Ядвизі Белзькій, пізніше — Чарторийським, Чарнецьким. У XIX ст. ще був жилим.